# Olhar Renascente
O Olhar Renascente é um livro escrito por Michael Baxandall que busca interpretar os elementos que contribuíram para o Renascimento.